# Cymolutes praetextatus
Cymolutes praetextatus es una especie de peces de la familia Labridae en el orden de los Perciformes.

## Morfología
Los machos pueden llegar alcanzar los 20 cm de longitud total.

## Distribución geográfica
Se encuentra desde el África Oriental hasta KwaZulu-Natal (Sudáfrica) y las Islas de la Sociedad.